# Ton Bruynèl
Ton Bruynèl, né le 26 janvier 1934 à Utrecht et mort le 5 mai 1998, est un compositeur et pianiste néerlandais.

## Biographie
Il étudie le piano au Conservatoire d'Utrecht puis travaille au studio de musique électronique de l'Université d'Utrecht. 
En 1957, il fonde son propre studio de musique électronique. Dans la plupart de ses œuvres il mélange les instruments traditionnels à l'électronique et certaines d'entre elles requièrent une visualisation théâtrale.
Installé en France à la fin de sa vie, il meurt le 5 mai 1998 à Mailly.

## Œuvres
Parmi ses œuvres, on trouve :
- Resonance I, pièce de théâtre avec ballet, en collaboration avec le sculpteur américano-japonais Shinkichi Tajiri et le peintre américain Sam Middleton (1960-1962)
- Reflexes, pour tambour Birma (1961)
- Resonance II, pièce de théâtre en collaboration avec le poète néerlandais Gerrit Kouwenaar (1963)
- Relief, pour orgue et quatre pistes sonores (1964)
- Mobile, pour deux pistes sonores (1965)
- Milieu, pour deux pistes sonores et orgue (1965-1966)
- Arc, pour orgue et quatre pistes sonores (1966-1967)
- Mekaniek, pour quintette à vent et deux pistes sonores (1967)
- Décor, partition pour ballet (1967)
- Signs, pour quintette à vent, deux pistes sonores et projection vidéo (1969)
- Ingredients, pour piano et pistes sonores (1970)
- Intra I, pour clarinette basse et piste sonore (1971)
- Elegy, pour voix de femme et deux pistes sonores (1972)
- Looking Ears, pour clarinette basse, piano à queue et pistes sonores (1972)
- Phases, pour quatre pistes sonores et orchestre (10 janvier 1975, Utrecht)
- Soft Song, pour hautbois et deux pistes sonores (1975)
- Dialogue, pour clarinette basse et pistes sonores (1976)
- Toccare, pour pistes sonores et piano (1979)
- John's Lullaby, pour chœur, bande magnétique et orchestre (1985)

#### Dictionnaires et encyclopédies
- Theodore Baker et Alain Pâris (trad. Marie-Stella Pâris), Dictionnaire biographique des musiciens, R. Laffont, 1995 (ISBN 2-221-90103-7, 978-2-221-90103-8 et 2-221-06510-7, OCLC 896013421, lire en ligne)